# والریا اسپلتی
والریا اسپلتی (انگلیسی: Valeria Spälty؛ زادهٔ ۲۴ ژوئن ۱۹۸۳) ورزشکار کرلینگ اهل سوئیس است.